# Rocco Jamieson
Rocco Jamieson (Wānaka, 4 maggio 2006) è uno snowboarder neozelandese, specializzato in slopestyle e big air.

## Biografia
Attivo in gare FIS dal 2022 e specializzato in big air e slopestyle, Jamieson ha esordito in Coppa del Mondo il 2 settembre 2024, subito sul podio chiudendo in terza posizione nello slopestyle di Cardrona. È gestito da Superheroes Management.

## Palmarès

### Winter X Games
- 1 medaglia:
  - 1 bronzo (big air ad Aspen 2025)

### Mondiali juniores
- 2 medaglie:
  - 1 argento (big air a Cardrona 2023)
  - 1 bronzo (slopestyle a Livigno/Mottolino 2024)

### Coppa del Mondo
- Miglior piazzamento nella classifica generale di freestyle: 105º nel 2024
- 2 podi:
  - 1 secondo posto
  - 1 terzo posto